# Eiskunstlauf-Weltmeisterschaften 2025
Die 114. Eiskunstlauf-Weltmeisterschaften fanden vom 25. bis zum 30. März 2025 in der US-amerikanischen Stadt Boston, Massachusetts, statt. Am 12. Oktober 2022 vergab die Internationale Eislaufunion (ISU) die Weltmeisterschaften an Boston. Die Stadt Boston war nach den Weltmeisterschaften 2016 zum zweiten Mal Schauplatz der Eiskunstlauf-Weltmeisterschaften. Für die Vereinigten Staaten waren es, nach 1930, 1957, 1959, 1965, 1969, 1975, 1981, 1987, 1992, 1998, 2003, 2009 und 2016 die 14. Titelkämpfe im Land. Als Veranstaltungsort wurde wieder die Mehrzweckhalle TD Garden genutzt.

## Bilanz

### Medaillenspiegel
| Platz | Land                   | Gold | Silber | Bronze | Gesamt |
| ----- | ---------------------- | ---- | ------ | ------ | ------ |
| 1     | Vereinigte Staaten     | 3    | 0      | 0      | 3      |
| 2     | Japan                  | 1    | 1      | 2      | 4      |
| 3     | Deutschland            | 0    | 1      | 0      | 1      |
| 3     | Kanada                 | 0    | 1      | 0      | 1      |
| 3     | Kasachstan             | 0    | 1      | 0      | 1      |
| 6     | Italien                | 0    | 0      | 1      | 1      |
| 6     | Vereinigtes Königreich | 0    | 0      | 1      | 1      |

### Medaillengewinner
| Konkurrenz | Gold                        | Silber                                 | Bronze                     |
| ---------- | --------------------------- | -------------------------------------- | -------------------------- |
| Herren     | Ilia Malinin                | Michail Schaidorow                     | Yūma Kagiyama              |
| Damen      | Alysa Liu                   | Kaori Sakamoto                         | Mone Chiba                 |
| Paarlauf   | Riku Miura / Ryūichi Kihara | Minerva Fabienne Hase / Nikita Wolodin | Sara Conti / Niccolò Macii |
| Eistanz    | Madison Chock / Evan Bates  | Piper Gilles / Paul Poirier            | Lilah Fear / Lewis Gibson  |

## Ergebnisse

### Herren
| Platz                          | Sportler                     | Land                   | Gesamt | KP | KP     | Kür | Kür    |
| ------------------------------ | ---------------------------- | ---------------------- | ------ | -- | ------ | --- | ------ |
| 1                              | Ilia Malinin                 | Vereinigte Staaten     | 318,56 | 1  | 110,41 | 1   | 208,15 |
| 2                              | Michail Schaidorow           | Kasachstan             | 287,47 | 3  | 94,77  | 2   | 192,70 |
| 3                              | Yuma Kagiyama                | Japan                  | 278,19 | 2  | 107,09 | 10  | 171,10 |
| 4                              | Adam Siao Him Fa             | Frankreich             | 275,48 | 9  | 87,22  | 3   | 188,26 |
| 5                              | Kevin Aymoz                  | Frankreich             | 272,52 | 4  | 93,63  | 7   | 178,89 |
| 6                              | Shun Satō                    | Japan                  | 270,56 | 5  | 91,26  | 6   | 179,30 |
| 7                              | Cha Jun-hwan                 | Südkorea               | 265,74 | 10 | 86,41  | 5   | 179,33 |
| 8                              | Jason Brown                  | Vereinigte Staaten     | 265,40 | 12 | 84,72  | 4   | 180,68 |
| 9                              | Nika Egadse                  | Georgien               | 263,03 | 6  | 90,39  | 8   | 172,64 |
| 10                             | Nikolaj Memola               | Italien                | 255,13 | 7  | 87,89  | 11  | 167,24 |
| 11                             | Deniss Vasiļjevs             | Lettland               | 252,26 | 16 | 79,99  | 9   | 172,27 |
| 12                             | Lukas Britschgi              | Schweiz                | 244,19 | 11 | 85,83  | 14  | 158,36 |
| 13                             | Daniel Grassl                | Italien                | 242,31 | 14 | 80,47  | 12  | 161,84 |
| 14                             | Roman Sadovsky               | Kanada                 | 240,38 | 15 | 80,25  | 13  | 160,13 |
| 15                             | Vladimir Litvintsev          | Aserbaidschan          | 233,31 | 13 | 83,10  | 17  | 150,21 |
| 16                             | Adam Hagara                  | Slowakei               | 232,62 | 18 | 78,33  | 15  | 154,29 |
| 17                             | Andreas Nordebäck            | Schweden               | 229,85 | 17 | 79,03  | 16  | 150,82 |
| 18                             | Dai Daiwei                   | Volksrepublik China    | 221,20 | 21 | 75,02  | 18  | 146,18 |
| 19                             | Mihhail Selevko              | Estland                | 218,02 | 19 | 77,50  | 21  | 140,52 |
| 20                             | Tomàs-Llorenç Guarino Sabaté | Spanien                | 217,48 | 22 | 74,89  | 20  | 142,59 |
| 21                             | Tatsuya Tsuboi               | Japan                  | 216,26 | 24 | 73,00  | 19  | 143,26 |
| 22                             | Andrew Torgashev             | Vereinigte Staaten     | 212,79 | 8  | 87,27  | 23  | 125,52 |
| 23                             | Władimir Samojłow            | Polen                  | 211,68 | 20 | 75,73  | 22  | 135,95 |
| 24                             | Fedir Kulish                 | Lettland               | 198,33 | 23 | 73,25  | 24  | 125,08 |
| Nicht für die Kür qualifiziert |                              |                        |        |    |        |     |        |
| 25                             | Lev Vinokur                  | Israel                 | 72,84  | 25 | 72,84  | —   | —      |
| 26                             | Kim Hyun-gyeom               | Südkorea               | 72,82  | 26 | 72,82  | —   | —      |
| 27                             | Donovan Carrillo             | Mexiko                 | 71,55  | 27 | 71,55  | —   | —      |
| 28                             | Nikita Starostin             | Deutschland            | 70,72  | 28 | 70,72  | —   | —      |
| 29                             | Aleksandr Vlasenko           | Ungarn                 | 70,25  | 29 | 70,25  | —   | —      |
| 30                             | Li Yu-Hsiang                 | Chinesisch Taipeh      | 69,63  | 30 | 69,63  | —   | —      |
| 31                             | Georgii Reshtenko            | Tschechien             | 68,61  | 31 | 68,61  | —   | —      |
| 32                             | Edward Appleby               | Vereinigtes Königreich | 66,70  | 32 | 66,70  | —   | —      |
| 33                             | Kyrylo Marsak                | Ukraine                | 64,37  | 33 | 64,37  | —   | —      |
| 34                             | Jari Kessler                 | Kroatien               | 61,44  | 34 | 61,44  | —   | —      |
| 35                             | Maurizio Zandron             | Österreich             | 60,87  | 35 | 60,87  | —   | —      |
| 36                             | Alexander Zlatkov            | Bulgarien              | 55,28  | 36 | 55,28  | —   | —      |
| 37                             | Semen Daniliants             | Armenien               | 50,58  | 37 | 50,58  | —   | —      |
| 38                             | Burak Demirboğa              | Türkei                 | 48,45  | 38 | 48,45  | —   | —      |
| 39                             | Davide Lewton Brain          | Monaco                 | 47,90  | 39 | 47,90  | —   | —      |

### Damen
| Platz                          | Sportlerin           | Land                   | Gesamt | KP | KP    | Kür | Kür    |
| ------------------------------ | -------------------- | ---------------------- | ------ | -- | ----- | --- | ------ |
| 1                              | Alysa Liu            | Vereinigte Staaten     | 222,97 | 1  | 74,58 | 1   | 148,39 |
| 2                              | Kaori Sakamoto       | Japan                  | 217,98 | 5  | 71,03 | 2   | 146,95 |
| 3                              | Mone Chiba           | Japan                  | 215,24 | 2  | 73,44 | 3   | 141,80 |
| 4                              | Isabeau Levito       | Vereinigte Staaten     | 209,84 | 3  | 73,33 | 5   | 136,51 |
| 5                              | Amber Glenn          | Vereinigte Staaten     | 205,65 | 9  | 67,65 | 4   | 138,00 |
| 6                              | Wakaba Higuchi       | Japan                  | 204,58 | 4  | 72,10 | 6   | 132,48 |
| 7                              | Nina Pinzarrone      | Belgien                | 199,43 | 8  | 67,74 | 7   | 131,69 |
| 8                              | Niina Petrõkina      | Estland                | 196,67 | 12 | 65,58 | 8   | 131,09 |
| 9                              | Lee Hae-in           | Südkorea               | 194,36 | 7  | 67,79 | 10  | 126,57 |
| 10                             | Kim Chae-yeon        | Südkorea               | 194,16 | 11 | 65,67 | 9   | 128,49 |
| 11                             | Madeline Schizas     | Kanada                 | 190,79 | 6  | 69,18 | 11  | 121,61 |
| 12                             | Kimmy Repond         | Schweiz                | 183,33 | 10 | 67,42 | 15  | 115,91 |
| 13                             | Lara Naki Gutmann    | Italien                | 181,97 | 14 | 61,72 | 12  | 120,25 |
| 14                             | Sofia Samodelkina    | Kasachstan             | 181,36 | 13 | 63,58 | 13  | 117,78 |
| 15                             | Lorine Schild        | Frankreich             | 177,90 | 15 | 60,59 | 14  | 117,31 |
| 16                             | Mariia Seniuk        | Israel                 | 167,10 | 19 | 56,96 | 16  | 110,14 |
| 17                             | Olga Mikutina        | Österreich             | 165,82 | 17 | 59,63 | 19  | 106,19 |
| 18                             | Linnea Ceder         | Finnland               | 165,50 | 20 | 56,79 | 17  | 108,71 |
| 19                             | Julia Sauter         | Rumänien               | 162,61 | 16 | 59,88 | 20  | 102,73 |
| 20                             | Jekatierina Kurakowa | Polen                  | 162,49 | 21 | 55,52 | 18  | 106,97 |
| 21                             | Aleksandra Fejgin    | Bulgarien              | 158,55 | 18 | 57,22 | 21  | 101,33 |
| 22                             | Kristen Spours       | Vereinigtes Königreich | 153,75 | 22 | 55,10 | 22  | 98,65  |
| 23                             | Livia Kaiser         | Schweiz                | 146,90 | 23 | 53,68 | 23  | 93,22  |
| 24                             | Meda Variakojytė     | Litauen                | 139,81 | 24 | 50,98 | 24  | 88,83  |
| Nicht für die Kür qualifiziert |                      |                        |        |    |       |     |        |
| 25                             | Nargiz Süleymanova   | Aserbaidschan          | 50,97  | 25 | 50,97 | —   | —      |
| 26                             | Vanesa Šelmeková     | Slowakei               | 49,55  | 26 | 49,55 | —   | —      |
| 27                             | An Xiangyi           | Volksrepublik China    | 47,52  | 27 | 47,52 | —   | —      |
| 28                             | Anastassia Gubanowa  | Georgien               | 47,31  | 28 | 47,31 | —   | —      |
| 29                             | Mia Risa Gomez       | Norwegen               | 46,43  | 29 | 46,43 | —   | —      |
| 30                             | Sofja Stepčenko      | Lettland               | 45,93  | 30 | 45,93 | —   | —      |
| 31                             | Yun Ah-sun           | Südkorea               | 41,08  | 31 | 41,08 | —   | —      |
| 32                             | Julija Lovrenčič     | Slowenien              | 40,95  | 32 | 40,95 | —   | —      |
| 33                             | Anastassija Hoschwa  | Ukraine                | 37,54  | 33 | 37,54 | —   | —      |

### Paare
| Platz                          | Sportler                                      | Land                   | Gesamt | KP | KP    | Kür | Kür    |
| ------------------------------ | --------------------------------------------- | ---------------------- | ------ | -- | ----- | --- | ------ |
| 1                              | Riku Miura / Ryūichi Kihara                   | Japan                  | 219,79 | 1  | 76,57 | 2   | 143,22 |
| 2                              | Minerva Fabienne Hase / Nikita Wolodin        | Deutschland            | 219,08 | 3  | 73,59 | 1   | 145,49 |
| 3                              | Sara Conti / Niccolò Macii                    | Italien                | 210,47 | 2  | 74,61 | 3   | 135,86 |
| 4                              | Anastasiia Metelkina / Luka Berulava          | Georgien               | 202,21 | 4  | 71,68 | 6   | 130,53 |
| 5                              | Deanna Stellato-Dudek / Maxime Deschamps      | Kanada                 | 199,76 | 7  | 67,32 | 5   | 132,44 |
| 6                              | Alisa Efimova / Misha Mitrofanov              | Vereinigte Staaten     | 199,29 | 9  | 63,70 | 4   | 135,59 |
| 7                              | Ellie Kam / Danny O'Shea                      | Vereinigte Staaten     | 195,38 | 5  | 68,61 | 7   | 126,77 |
| 8                              | Maria Pavlova / Alexei Sviatchenko            | Ungarn                 | 193,29 | 6  | 67,45 | 8   | 125,84 |
| 9                              | Anastasia Golubeva / Hektor Giotopoulos Moore | Australien             | 188,24 | 8  | 65,73 | 9   | 122,51 |
| 10                             | Ekaterina Geynish / Dmitrii Chigirev          | Usbekistan             | 183,01 | 11 | 62,33 | 10  | 120,68 |
| 11                             | Lia Pereira / Trennt Michaud                  | Kanada                 | 179,50 | 10 | 63,28 | 13  | 116,22 |
| 12                             | Anastasia Vaipan-Law / Luke Digby             | Vereinigtes Königreich | 178,62 | 13 | 61,01 | 11  | 117,61 |
| 13                             | Rebecca Ghilardi / Filippo Ambrosini          | Italien                | 174,08 | 14 | 60,10 | 14  | 113,98 |
| 14                             | Ioulia Chtchetinina / Michał Woźniak          | Polen                  | 173,18 | 19 | 56,37 | 12  | 116,81 |
| 15                             | Daria Danilova / Michel Tsiba                 | Niederlande            | 170,81 | 15 | 58,77 | 16  | 112,04 |
| 16                             | Kelly Ann Laurin / Loucas Éthier              | Kanada                 | 169,55 | 12 | 62,30 | 18  | 107,25 |
| 17                             | Sofija Holitschenko / Artem Darenskyj         | Ukraine                | 168,55 | 17 | 57,20 | 17  | 111,35 |
| 18                             | Annika Hocke / Robert Kunkel                  | Deutschland            | 167,72 | 20 | 55,16 | 15  | 112,56 |
| 19                             | Milania Väänänen / Filippo Clerici            | Finnland               | 155,81 | 16 | 57,82 | 20  | 97,99  |
| 20                             | Oxana Vouillamoz / Tom Bouvart                | Schweiz                | 155,74 | 18 | 56,57 | 19  | 99,17  |
| Nicht für die Kür qualifiziert |                                               |                        |        |    |       |     |        |
| 21                             | Camille Kovalev / Pavel Kovalev               | Frankreich             | 54,07  | 21 | 54,07 | —   | —      |
| 22                             | Yuna Nagaoka / Sumitada Moriguchi             | Japan                  | 51,10  | 22 | 51,10 | —   | —      |
| 23                             | Gabriella Izzo / Luc Maierhofer               | Österreich             | 48,20  | 23 | 48,20 | —   | —      |

### Eistanz
| Platz                              | Sportler                                       | Land                   | Gesamt | RT | RT    | Kürtanz | Kürtanz |
| ---------------------------------- | ---------------------------------------------- | ---------------------- | ------ | -- | ----- | ------- | ------- |
| 1                                  | Madison Chock / Evan Bates                     | Vereinigte Staaten     | 222,06 | 1  | 90,18 | 1       | 131,88  |
| 2                                  | Piper Gilles / Paul Poirier                    | Kanada                 | 216,54 | 2  | 86,44 | 2       | 130,10  |
| 3                                  | Lilah Fear / Lewis Gibson                      | Vereinigtes Königreich | 207,11 | 3  | 83,86 | 6       | 123,25  |
| 4                                  | Charlène Guignard / Marco Fabbri               | Italien                | 206,46 | 4  | 83,04 | 4       | 123,42  |
| 5                                  | Christina Carreira / Anthony Ponomarenko       | Vereinigte Staaten     | 204,88 | 6  | 81,51 | 5       | 123,37  |
| 6                                  | Olivia Smart / Tim Dieck                       | Spanien                | 200,92 | 8  | 77,21 | 3       | 123,71  |
| 7                                  | Marjorie Lajoie / Zachary Lagha                | Kanada                 | 200,41 | 5  | 81,77 | 8       | 118,64  |
| 8                                  | Evgeniia Lopareva / Geoffrey Brissaud          | Frankreich             | 194,63 | 9  | 76,74 | 9       | 117,89  |
| 9                                  | Caroline Green / Michael Parsons               | Vereinigte Staaten     | 192,47 | 7  | 77,51 | 11      | 114,96  |
| 10                                 | Diana Davis / Gleb Smolkin                     | Georgien               | 190,50 | 14 | 73,22 | 10      | 117,28  |
| 11                                 | Juulia Turkkila / Matthias Versluis            | Finnland               | 188,95 | 20 | 68,09 | 7       | 120,86  |
| 12                                 | Kateřina Mrázková / Daniel Mrazek              | Tschechien             | 187,17 | 10 | 74,49 | 12      | 112,68  |
| 13                                 | Natálie Taschlerová / Filip Taschler           | Tschechien             | 185,66 | 13 | 73,29 | 13      | 112,37  |
| 14                                 | Yuka Orihara / Juho Pirinen                    | Finnland               | 184,72 | 11 | 73,98 | 14      | 110,74  |
| 15                                 | Loïcia Demougeot / Théo Le Mercier             | Frankreich             | 181,51 | 15 | 72,62 | 15      | 108,89  |
| 16                                 | Jennifer Janse van Rensburg / Benjamin Steffan | Deutschland            | 179,33 | 12 | 73,35 | 17      | 105,98  |
| 17                                 | Phebe Bekker / James Hernandez                 | Vereinigtes Königreich | 178,35 | 17 | 70,98 | 16      | 107,37  |
| 18                                 | Hannah Lim / Ye Quan                           | Südkorea               | 177,31 | 16 | 72,04 | 18      | 105,27  |
| 19                                 | Holly Harris / Jason Chan                      | Australien             | 174,78 | 18 | 69,84 | 19      | 104,94  |
| 20                                 | Alicia Fabbri / Paul Ayer                      | Kanada                 | 170,88 | 19 | 68,95 | 20      | 101,93  |
| Nicht für den Kürtanz qualifiziert |                                                |                        |        |    |       |         |         |
| 21                                 | Allison Reed / Saulius Ambrulevičius           | Litauen                | 68,08  | 21 | 68,08 | —       | —       |
| 22                                 | Utana Yoshida / Masaya Morita                  | Japan                  | 67,69  | 22 | 67,69 | —       | —       |
| 23                                 | Victoria Manni / Carlo Röthlisberger           | Italien                | 66,57  | 23 | 66,57 | —       | —       |
| 24                                 | Mariia Ignateva / Danijil Leonyidovics Szemko  | Ungarn                 | 65,09  | 24 | 65,09 | —       | —       |
| 25                                 | Milla Ruud Reitan / Nikolaj Majorov            | Schweden               | 64,98  | 25 | 64,98 | —       | —       |
| 26                                 | Elizabeth Tkachenko / Alexei Kiliakov          | Israel                 | 63,64  | 26 | 63,64 | —       | —       |
| 27                                 | Mária Sofia Pucherová / Nikita Lysak           | Slowakei               | 62,32  | 27 | 62,32 | —       | —       |
| 28                                 | Carolane Soucisse / Shane Firus                | Irland                 | 58,68  | 28 | 58,68 | —       | —       |
| 29                                 | Zoe Larson / Andrii Kapran                     | Ukraine                | 57,75  | 29 | 57,75 | —       | —       |
| 30                                 | Gina Zehnder / Beda Leon Sieber                | Schweiz                | 57,07  | 30 | 57,07 | —       | —       |
| 31                                 | Ren Junfei / Xing Jianing                      | Volksrepublik China    | 56,05  | 31 | 56,05 | —       | —       |
| 32                                 | Chelsea Verhaegh / Sherim van Geffen           | Niederlande            | 54,78  | 32 | 54,78 | —       | —       |
| 33                                 | Samantha Ritter / Daniel Brykalov              | Aserbaidschan          | 52,30  | 33 | 52,30 | —       | —       |
| 34                                 | Sofiia Dovhal / Wiktor Kulesza                 | Polen                  | 51,87  | 34 | 51,87 | —       | —       |
| 35                                 | Katarina DelCamp / Berk Akalin                 | Türkei                 | 50,24  | 35 | 50,24 | —       | —       |
| 36                                 | Angelina Kudryavtseva / Ilia Karankevich       | Zypern                 | 49,63  | 36 | 49,63 | —       | —       |